# Miltochrista gilva
Miltochrista gilva là một loài bướm đêm thuộc phân họ Arctiinae, họ Erebidae.